# Sci alpino ai X Giochi olimpici invernali - Discesa libera maschile
Tra le competizioni dello sci alpino ai X Giochi olimpici invernali di Grenoble 1968 la discesa libera maschile si disputò venerdì 9 febbraio sulla pista Casserousse di Chamrousse; i francesi Jean-Claude Killy e Guy Périllat vinsero rispettivamente la medaglia d'oro e quella d'argento, lo svizzero Jean-Daniel Dätwyler quella di bronzo, valide anche ai fini dei Campionati mondiali di sci alpino 1968.
Detentore uscente del titolo era l'austriaco Egon Zimmermann, che aveva vinto la gara dei IX Giochi olimpici invernali di Innsbruck 1964 disputata sulla pista di Patscherkofel di Igls precedendo il francese Léo Lacroix (medaglia d'argento) e il tedesco occidentale Wolfgang Bartels (medaglia di bronzo); il campione mondiale in carica era Killy, vincitore a Portillo 1966 davanti a Lacroix e al tedesco occidentale Franz Vogler.

## Risultati
| Pos. | Pett. | Atleta                    | Nazione          | Tempo   | Distacco |
| ---- | ----- | ------------------------- | ---------------- | ------- | -------- |
| 1    | 14    | Jean-Claude Killy         | Francia          | 1:59,85 |          |
| 2    | 1     | Guy Périllat              | Francia          | 1:59,93 | +0,08    |
| 3    | 4     | Jean-Daniel Dätwyler      | Svizzera         | 2:00,32 | +0,47    |
| 4    | 9     | Heini Messner             | Austria          | 2:01,03 | +1,18    |
| 5    | 11    | Karl Schranz              | Austria          | 2:01,89 | +2,04    |
| 6    | 3     | Ivo Mahlknecht            | Italia           | 2:02,00 | +2,15    |
| 7    | 21    | Gerhard Prinzing          | Germania Ovest   | 2:02,10 | +2,25    |
| 8    | 13    | Bernard Orcel             | Francia          | 2:02,22 | +2,37    |
| 9    | 10    | Gerhard Nenning           | Austria          | 2:02,31 | +2,46    |
| 10   | 2     | Edmund Bruggmann          | Svizzera         | 2:02,36 | +2,51    |
| 11   | 6     | Gerhard Mussner           | Italia           | 2:02,50 | +2,65    |
| 12   | 28    | Ludwig Leitner            | Germania Ovest   | 2:02,54 | +2,69    |
| 13   | 5     | Egon Zimmermann           | Austria          | 2:02,55 | +2,70    |
| 14   | 8     | Jos Minsch                | Svizzera         | 2:02,76 | +2,91    |
| 15   | 7     | Franz Vogler              | Germania Ovest   | 2:02,94 | +3,09    |
| 16   | 27    | Dumeng Giovanoli          | Svizzera         | 2:02,98 | +3,13    |
| 17   | 24    | Bjarne Strand             | Norvegia         | 2:03,20 | +3,35    |
| 18   | 12    | Billy Kidd                | Stati Uniti      | 2:03,40 | +3,55    |
| 19   | 19    | Dieter Fersch             | Germania Ovest   | 2:03,41 | +3,56    |
| 20   | 15    | Léo Lacroix               | Francia          | 2:03,86 | +4,01    |
| 21   | 20    | Dennis McCoy              | Stati Uniti      | 2:04,82 | +4,97    |
| 22   | 23    | Teresio Vachet            | Italia           | 2:04,90 | +5,05    |
| 23   | 44    | Jon Terje Øverland        | Norvegia         | 2:05,34 | +5,49    |
| 24   | 30    | Malcolm Milne             | Australia        | 2:05,36 | +5,51    |
| 25   | 42    | Jeremy Palmer-Tomkinson   | Gran Bretagna    | 2:05,43 | +5,58    |
| 26   | 57    | Andrzej Bachleda          | Polonia          | 2:05,48 | +5,63    |
| 27   | 48    | Wayne Henderson           | Canada           | 2:05,56 | +5,71    |
| 28   | 18    | Renato Valentini          | Italia           | 2:05,61 | +5,76    |
| 29   | 41    | Rune Lindström            | Svezia           | 2:05,69 | +5,84    |
| 30   | 40    | Ulf Ekstam                | Finlandia        | 2:06,14 | +6,29    |
| 31   | 31    | Gerry Rinaldi             | Canada           | 2:06,30 | +6,45    |
| 32   | 45    | Aurelio García            | Spagna           | 2:06,84 | +6,99    |
| 33   | 47    | Josef Gassner             | Liechtenstein    | 2:06,91 | +7,06    |
| 34   | 63    | Lasse Hamre               | Norvegia         | 2:06,93 | +7,08    |
| 35   | 43    | Milan Pažout              | Cecoslovacchia   | 2:07,45 | +7,60    |
| 36   | 38    | Jaroslav Janda            | Cecoslovacchia   | 2:07,71 | +7,86    |
| 37   | 50    | Wolfgang Ender            | Liechtenstein    | 2:08,08 | +8,23    |
| 38   | 62    | Francisco Fernández Ochoa | Spagna           | 2:08,67 | +8,82    |
| 39   | 53    | Luciano del Cacho         | Spagna           | 2:08,85 | +9,00    |
| 40   | 92    | Viktor Beljakov           | Unione Sovietica | 2:09,32 | +9,47    |
| 41   | 46    | Andrej Klinar             | Jugoslavia       | 2:09,61 | +9,76    |
| 42   | 54    | Robert Palmer             | Nuova Zelanda    | 2:09,79 | +9,94    |
| 43   | 68    | Per-Olov Richardsson      | Svezia           | 2:09,83 | +9,98    |
| 44   | 61    | Ian Todd                  | Gran Bretagna    | 2:10,00 | +10,15   |
| 45   | 73    | Tsuneo Noto               | Giappone         | 2:10,32 | +10,47   |
| 46   | 71    | Mario Vera                | Cile             | 2:10,44 | +10,59   |
| 47   | 69    | Jože Gazvoda              | Jugoslavia       | 2:10,51 | +10,66   |
| 48   | 64    | Ryszard Ćwikła            | Polonia          | 2:10,63 | +10,78   |
| 49   | 72    | Andrej Belokrinkin        | Unione Sovietica | 2:10,98 | +11,13   |
| 50   | 67    | Luke O'Reilly             | Gran Bretagna    | 2:10,99 | +11,14   |
| 51   | 58    | Blaž Jakopič              | Jugoslavia       | 2:11,00 | +11,15   |
| 52   | 56    | Antonio Campañá           | Spagna           | 2:11,11 | +11,26   |
| 53   | 70    | Jeremy Bujakowski         | India            | 2:11,82 | +11,97   |
| 54   | 74    | Yoshiharu Fukuhara        | Giappone         | 2:14,09 | +14,24   |
| 55   | 96    | Gustavo Ezquerra          | Argentina        | 2:17,11 | +17,26   |
| 56   | 59    | David Borradaile          | Gran Bretagna    | 2:17,31 | +17,46   |
| 57   | 90    | Roberto Thostrup          | Argentina        | 2:17,35 | +17,50   |
| 58   | 86    | Richard Leatherbee        | Cile             | 2:17,86 | +18,01   |
| 59   | 93    | Hitonari Maruyama         | Giappone         | 2:18,04 | +18,19   |
| 60   | 87    | Felipe Briones            | Cile             | 2:18,07 | +18,22   |
| 61   | 91    | Thomas Huppert            | Nuova Zelanda    | 2:18,29 | +18,44   |
| 62   | 98    | Dan Cristea               | Romania          | 2:18,52 | +18,67   |
| 63   | 89    | Petăr Angelov             | Bulgaria         | 2:18,71 | +18,86   |
| 64   | 88    | Juichi Maruyama           | Giappone         | 2:19,33 | +19,48   |
| 65   | 78    | Dorin Munteanu            | Romania          | 2:22,53 | +22,68   |
| 66   | 81    | Lotfollah Kia Shemshaki   | Iran             | 2:23,60 | +23,75   |
| 67   | 100   | Özer Ateşçi               | Turchia          | 2:25,18 | +25,33   |
| 68   | 103   | Fayzollah Band Ali        | Iran             | 2:27,07 | +27,22   |
| 69   | 102   | Ovaness Meguerdonian      | Iran             | 2:30,25 | +30,40   |
| 70   | 97    | Athanasios Tsimikalis     | Grecia           | 2:36,93 | +37,08   |
| 71   | 101   | Mehmet Yıldırım           | Turchia          | 2:40,79 | +40,94   |
| 72   | 79    | Dimitrios Pappos          | Grecia           | 2:44,10 | +44,25   |
| 73   | 82    | Ali Saveh                 | Iran             | 2:47,88 | +48,03   |
|      | 17    | Jere Elliott              | Stati Uniti      | DNF     | DNF      |
|      | 22    | Rod Hebron                | Canada           | DNF     | DNF      |
|      | 26    | Jim Barrows               | Stati Uniti      | DNF     | DNF      |
|      | 29    | Eberhard Riedel           | Germania Est     | DNF     | DNF      |
|      | 49    | Otto Tschudi              | Norvegia         | DNF     | DNF      |
|      | 60    | Hans-Walter Schädler      | Liechtenstein    | DNF     | DNF      |
|      | 80    | Arnold Beck               | Liechtenstein    | DNF     | DNF      |
|      | 83    | Bahattin Topal            | Turchia          | DNF     | DNF      |
|      | 99    | Mehmet Gökcan             | Turchia          | DNF     | DNF      |
|      | 25    | Peter Duncan              | Canada           | DSQ     | DSQ      |
|      | 39    | Raimo Manninen            | Finlandia        | DSQ     | DSQ      |
|      | 55    | Vasilij Mel'nikov         | Unione Sovietica | DSQ     | DSQ      |
|      | 95    | Murray Gardner            | Nuova Zelanda    | DSQ     | DSQ      |
|      | 77    | Hernán Briones            | Cile             | DNS     | DNS      |
|      | 94    | Michael Dennis            | Nuova Zelanda    | DNS     | DNS      |

Legenda:

DNF = prova non completata

DSQ = squalificato

DNS = non partito

Pos. = posizione

Pett. = pettorale
Pista: Casserousse

Partenza: 2 252 m s.l.m.

Arrivo: 

Lunghezza: 2 890 m

Dislivello: 840 m

Porte: 23

Tracciatore: